# Darkness Falls
Darkness Falls är en amerikansk-australiensisk skräckfilm som hade biopremiär i USA den 24 januari 2003 i regi av Jonathan Liebesman, med Chaney Kley, Emma Caulfield, Lee Cormie och Grant Piro i rollerna.

## Handling
Den lilla staden Darkness Falls hemsöks av Matilda Dixons vålnad, som endast vistas i mörker. Kyle, en av invånarna i staden, råkade i sin barndom se vålnaden i sitt sovrum, och har sedan dess aldrig vågat släcka ljuset när han skall sova. En dag kontaktas Kyle av en gammal flickvän, vars lillebror också har mött vålnaden.

## Rollista
| Chaney Kley        | – Kyle Walsh               |
| Emma Caulfield     | – Caitlin Greene           |
| Lee Cormie         | – Michael Greene           |
| Grant Piro         | – Larry Fleishman          |
| Sullivan Stapleton | – Officer Matt Henry       |
| Steve Mouzakis     | – Dr. Peter Murphy         |
| Peter Curtin       | – Dr. Travis               |
| Kestie Morassi     | – Nurse Lauren             |
| Jenny Lovell       | – Nurse Alexandra          |
| John Stanton       | – Captain Thomas Henry     |
| Angus Sampson      | – Raymond 'Ray' Winchester |
| Charlotte Rees     | – Marie Winchester         |
| Emily Browning     | – unga Caitlin             |

### Fotnoter
1. ↑  ”Darkness Falls” (på engelska). Box Office Mojo. 24 januari 2003. http://www.boxofficemojo.com/movies/?id=darknessfalls.htm. Läst 23 oktober 2016.